# Wolfgang Schmidt (Fußballspieler, 1951)
Wolfgang Schmidt (* 26. Dezember 1951 in Edderitz) ist ein ehemaliger deutscher Fußballspieler, der in den 1970er- und 1980er-Jahren vierzehn Jahre lang für den Halleschen FC Chemie in der DDR-Oberliga, der höchsten Spielklasse im DDR-Fußball aktiv war. Er ist mehrfacher DDR-Nachwuchsnationalspieler.

## Sportliche Laufbahn

### Gemeinschafts- und Clubstationen
Seine langjährige Laufbahn beim Halleschen FC Chemie (HFC) begann Wolfgang Schmidt im September 1966 in dessen Jugendmannschaft. Zuvor hatte er mit zehn Jahren bei der Betriebssportgemeinschaft Aktivist in seiner Heimatgemeinde Edderitz, nahe Köthen gelegen, organisiert mit dem Fußballsport gestartet.
In der Saison 1969/70 setzte ihn der HFC bereits in seiner 2. Mannschaft ein, die in der zweitklassigen DDR-Liga vertreten war. Dort bestritt der 1,77 Meter große Schmidt neun Punktspiele. In der folgenden Spielzeit 1970/71 avancierte er bereits zum Stammspieler in der Oberligamannschaft, als er 20 der 26 ausgetragenen Punktspiele absolvierte und zwei Tore erzielte. Bis 1983 konnte Schmidt seinen Stammplatz im Oberligateam des HFC verteidigen, lediglich in der Saison 1979/80 kam er verletzungsbedingt nur auf 14 Oberligaeinsätze. Ab 1981 wurde er häufig auch als Libero eingesetzt.
Am 15. September 1971 bestritt Schmidt mit dem HFC ein UEFA-Pokal-Spiel gegen den niederländischen Vertreter PSV Eindhoven. Beim 0:0 im Heimspiel wirkte er als Mittelfeldspieler mit. Er gehörte auch zum Aufgebot für das Rückspiel, das jedoch nicht ausgetragen wurde, da am Abend zuvor im Hotel der Hallenser ein Brand ausbrach, in dessen Folge der HFC-Spieler Wolfgang Hoffmann ums Leben kam.
Seine letzte Oberligasaison bestritt Wolfgang Schmidt 1983/84. Bereits am 2. Spieltag zog sich der Ingenieurökonom einen doppelten Armbruch zu, der ihn für sechs Spieltage außer Gefecht setzte. Während der Winterpause verletzte sich der damalige Sportlehrerstudent erneut so langwierig, dass er erst wieder in den beiden letzten Saisonspielen eingesetzt werden konnte. Der HFC beendete die Saison als Absteiger. Zur DDR-Liga-Saison 1984/85 war Schmidt wieder soweit hergestellt, dass er vom 7. Spieltag an wieder regelmäßig aufgeboten werden konnte. Von den 34 Punktspielen bestritt er weiterhin als Mittelfeldakteur 27 Partien und kam auf drei Meisterschaftstore. Auch in der Saison 1985/86 musste der HFC weiter in der DDR-Liga spielen. Schmidt war noch bis zum Ende der Hinrunde, nun als Abwehrspieler, in allen 17 Punktspielen dabei, schoss noch einmal zwei Tore und beendete danach 34-jährig seine Laufbahn als Fußballspieler. Er konnte auf 13 Oberligaspielzeiten zurückblicken, in denen er 269 Punktspiele bestritten und 40 Tore erzielt hatte.

### Auswahleinsätze
Als Juniorenspieler wurde er 1969 in den Kader der DDR-U-18-Nationalelf berufen und bestritt bis 1970 in diesem Team 15 Länderspiele, in denen er hauptsächlich als Mittelfeldspieler aufgeboten wurde. Mit der DDR-Auswahl holte sich Schmidt, der zu diesem Zeitpunkt als Werkzeugmacherlehrling im VEB Waggonbau Ammendorf arbeitete, im Frühjahr 1970 den Sieg beim UEFA-Juniorenturnier, der inoffiziellen Europameisterschaft, in Schottland, wobei er im Finale gegen die Niederlande nicht eingesetzt wurde.
Anfang der 1970er-Jahre kam Schmidt in der DDR-Nachwuchsnationalmannschaft zu acht Länderspieleinsätzen. Verteilt sind diese auf zwei Partien in der U-21, in denen er ein Tor erzielte, und sechs Spiele in der damals noch parallel antretenden U-23, in denen der HFC-Akteur ebenfalls einmal traf.